# Harlan Fiske Stone
Harlan Fiske Stone, född 11 oktober 1872 i Chesterfield, New Hampshire, död 22 april 1946 i Washington, D.C., var en amerikansk jurist och chefsdomare i USA:s högsta domstol 1941-1946.

## Biografi
Efter bachelorexamen vid Amherst College studerade han juridik vid Columbia Law School och inledde sin karriär som advokat i New York 1898. Från och med 1899 föreläste han i juridik vid Columbia, blev utnämnd till juridikprofessor 1902 och var dekanus av Columbia Law School 1910-1923.
Han var USA:s justitieminister 1924-1925 under president Calvin Coolidge och ansvarig för utnämningen av J. Edgar Hoover som chef för FBI.
Coolidge utnämnde Stone till domare i högsta domstolen 1925. Där var han en av de mera liberala domarna och en av de tre främsta försvararna av New Deal. Därför blev han uppskattad av demokraten Franklin D. Roosevelt som utnämnde Stone till chefsdomare 1941. Han förestavade presidenteden för Roosevelt och Harry S. Truman.
Chefsdomaren Stone avled av en hjärnblödning medan rätten var i session.